# Cecilia D'Elia
Cecilia D'Elia Riviello (Potenza, 31 luglio 1963) è una politica italiana.

## Biografia
Nata e cresciuta a Potenza, Cecilia D'Elia si trasferisce a Roma per frequentare l'università, iscrivendosi presso l'Università degli Studi di Roma "La Sapienza" dove inizia a svolgere attività di politica studentesca attiva, termina poi il percorso di studi e si laurea in Filosofia presso l'Università degli Studi di Siena con una tesi di filosofia politica sul Diritto e la Soggettività Politica delle Donne.
Dal 2007 al 2015 è stata Componente del Consiglio scientifico del Centro per la Riforma dello Stato. 
Inizia a fare politica attiva giovanissima, dal 1988, anno in cui diventa dirigente nazionale della Federazione Giovanile Comunista, responsabile delle ragazze.
Dal 1995 ha collaborato ed è stata Presidente dell'associazione Forum droghe. Movimento per i diritti contro la proibizione, impegnandosi per la diffusione delle politiche di riduzione del danno. 
Nella seconda metà degli anni Novanta è stata condirettrice di FuoriLuogo, il mensile promosso dall’associazione. 
Negli stessi anni ha partecipato alla nascita della rivista femminista Sofia. Materiali di filosofia e cultura di donne.
Nel 2000, con l'elezione di Nicola Zingaretti a segretario della Federazione di Roma dei Democratici di Sinistra, D'Elia entra a far parte della segreteria romana del partito, occupandosi di scuola, università e ricerca.
Nel 2007 contribuisce alla nascita di Sinistra Democratica, che confluirà poi in Sinistra Ecologia Libertà, di cui fa parte del coordinamento nazionale dal 2013 al 2016, in qualità di Responsabile nazionale per la cultura. Dal 2011 al 2013 è stata promotrice e componente del coordinamento nazionale dei Comitati Se non ora, quando?
Nel 2018 si iscrive al Partito Democratico. Dal giugno 2020 D'Elia ricopre la carica di Portavoce della Conferenza Nazionale delle Donne Democratiche, mentre nel marzo 2021, su proposta di Enrico Letta, entra a far parte della Segreteria nazionale del PD nelle vesti di Responsabile Politiche per la Parità e Portavoce della Conferenza.

### Attività politica

#### Attività politica locale e amministrativa
Nel 2003 stata eletta consigliere provinciale, ed è stata Presidente della Commissione delle Elette. 
Dal marzo del 2007 diventa assessore comunale con delega alla semplificazione, alla comunicazione e alle pari opportunità a Roma nella giunta di Walter Veltroni sindaco.
Da maggio 2008 al dicembre 2012, D'Elia è stata vicepresidente della provincia di Roma con delega alla Cultura, nella giunta di Nicola Zingaretti. Con l'elezione di Zingaretti alla carica di presidente della Regione Lazio, D'Elia ha ricoperto il ruolo di consulente per le politiche di genere dal 2013 al 2021 e presieduto la Cabina di regia regionale per la prevenzione e il contrasto della violenza contro le donne.
A seguito delle elezioni amministrative di Roma del 2016, entra a far parte della giunta di centrosinistra del Municipio II, nel ruolo di assessore municipale alle politiche sociali, incarico mantenuto fino al luglio 2019.

#### Deputata e senatrice della Repubblica
Dopo le dimissioni dalla Camera dei deputati di Roberto Gualtieri, eletto sindaco di Roma, D'Elia viene scelta come candidata del centrosinistra alle elezioni suppletive del 2022 per il Collegio uninominale Lazio 1 - 01, Roma centro. In una tornata elettorale caratterizzata da un fortissimo astensionismo, la sera del 16 gennaio 2022 risulta eletta deputata con una percentuale del 59,43%. Ha fatto parte della X Commissione: Attività produttive, commercio e turismo della Camera dei Deputati.
Alle elezioni politiche anticipate del 25 settembre 2022 viene candidata per il Senato nel collegio plurinominale Lazio 01 come capolista della lista Partito Democratico - Italia Democratica e Progressista risultando eletta. Diventa poi segretaria del gruppo al Senato.

## Pubblicazioni
- 2008 - L’aborto e la responsabilità. Le donne, la legge, il contrattacco maschile, Cecilia D'Elia, Ediesse
- 2011 - Nina e i diritti delle donne Cecilia D'Elia ill. a colori di Rachele Lo Piano, Sinnos - Vincitore del Premio Elsa Morante ragazzi nel 2012.
- 2013 - Italia 2013. Questo Paese è anche nostro Cecilia D'Elia con Mattia Toaldo, Ediesse
- 2015 - Libere tutte. Dall'aborto al velo, donne del nuovo millennio Cecilia D'Elia e Giorgia Serughetti, Minimum Fax